# Ligny-en-Barrois
Ligny-en-Barrois è un comune francese di 4 560 abitanti situato nel dipartimento della Mosa nella regione del Grand Est.

## Società

### Evoluzione demografica
Abitanti censiti